# Martin Rudwaleit
Martin Rudwaleit (geboren 1963 in Bielefeld) ist ein deutscher Arzt.

## Leben und Wirken
Rudwaleit promovierte 1992. Im Jahr 1999 wurde er Facharzt für Innere Medizin und spezialisierte sich auf dem Gebiet der Nephrologie und der Rheumatologie. Im Jahr 2003 erfolgte die Habilitation und 2011 Berufung zum apl-Professor an der Charité. Von 2004 bis 2010 war er Oberarzt in der Medizinischen Klinik I für Gastroenterologie, Infektiologie und Rheumatologie an der Charité, von 2010 bis 2011 Chefarzt der Rheumaklinik am Evangelischen Krankenhaus Hagen-Haspe und anschließend Leiter des Bereiches Rheumatologie am MVZ Endokrinologikum Berlin. Seit Januar 2021 ist er W3-Professor an dem Universitätsklinikum OWL der Universität Bielefeld.
Sein wissenschaftlicher Schwerpunkt liegt in der Erforschung der axialen Spondyloarthritiden, wofür er 2023 den Carol-Nachmann-Preis erhielt. Seit 2008 ist Rudwaleit Mitglied des Vorstandes der Deutschen Vereinigung Morbus Bechterew e. V., deren Forschungspreis er für die Arbeit „Rationale Frühdiagnostik der ankylosierenden Spondylitis und Strategien zur Früherkennung“ im Jahr 2006 erhielt.

## Schriften
- Publikationsverzeichnis auf pubmed
- Literatur von und über Martin Rudwaleit im Katalog der Deutschen Nationalbibliothek